# Rozas de Puerto Real
Rozas de Puerto Real é um município da Espanha na província e comunidade autónoma de Madrid, de área 30,16 km² com população de 354 habitantes (2004) e densidade populacional de 11,74 hab/km².

## Demografia
| Variação demográfica do município entre 1991 e 2004 | Variação demográfica do município entre 1991 e 2004 | Variação demográfica do município entre 1991 e 2004 | Variação demográfica do município entre 1991 e 2004 |
| --------------------------------------------------- | --------------------------------------------------- | --------------------------------------------------- | --------------------------------------------------- |
| 1991                                                | 1996                                                | 2001                                                | 2004                                                |
| 337                                                 | 319                                                 | 321                                                 | 354                                                 |